# شورای دولتی (ایران)
شورای دولتی یا شورای دولت نهادی بود که در محرم ۱۲۷۵ هجری قمری، پس از الغای مقام صدر اعظم به‌دست ناصرالدین‌شاه قاجار در ساختار سیاسی ایران ایجاد شد.

## زمینه
در پیِ عزل میرزا آقاخان نوری از صدارت از سوی شاه، ناصرالدین‌شاه قاجار مصمم شد به‌منظور جلوگیری از ظهور صدرِاعظم قدرتمند و مبسوط‌الیدِ دیگر و تمرکز قدرت در دست یک نفر، منصب صدارت عظمیٰ را منحل سازد و شورایی از وزیران تشکیل دهد. این اقدام پس مشورت ناصرالدین‌شاه با چارلز موری، وزیر مختار وقت بریتانیا در ایران، و پیشنهاد وی مبنی بر تشکیل هیئتی از وزراء به‌منظور جلوگیری از تمرکز قدرت در دست یک نفر انجام شد. در نهایت، در محرم سال ۱۲۷۵ هجری قمری و بلافاصله پس از ملاقات شاه با موری، فرمان همایونی در شمارهٔ بیست‌وسوم محرم روزنامهٔ وقایع اتفاقیه منتشر شد. در این فرمان آمده‌بود که «شاهنشاه برای «ترقی آیین سلطنت»، وظایف حکومت را میان وزارتخانه‌های «داخله»، «امور خارجه»، «جنگ»، «مالیه»، «عدلیه» و «فواید عامه» تقسیم کرده‌است».

## ساختار
در پی انحلال نهاد صدرات عظمی، وظایف آن نهاد میان وزارتخانه‌های «داخله»، «امور خارجه»، «جنگ»، «مالیه»، «عدلیه» و «فداید عامه» تقسیم شد. قرار بر این بود که هر یک از این شش وزارتخانه بخشی از وظایف حکومت را بر عده گیرند و مستقیماً به شخص شاه پاسخگو باشند. این شش وزارتخانه در شورایی شبیه به هیئت دولت به نام «شورای دولت» سامان می‌یافتند، اما تنها در مواردی که نیاز به مشورت داشت گرد هم می‌آمدند. ناصرالدین‌شاه میرزا یوسف‌خان مستوفی‌الممالک را به‌عنوان وزیر مالیه، میرزا سعیدخان مؤتمن‌الملک به عنوان وزیر خارجه، صادق‌خان قائم‌مقام نوری را به وزارت داخله و محمدخان قاجار را به وزارت جنگ گماشت.

## نتایج
این اقدام را می‌توان نخستین ابتکار شاه در اصلاح ساختاری حکومت برای آشتی‌دادن نهادهای اروپایی با مقیدات داخلی ایران دانست. البته این اقدام منجر به تشکیل حکومتی مشروطه یا نظام انتخابی با حتی گشودن افق‌های جدید اجتماعی-سیاسی نشد، بلکه تنها استقرار فرامان‌روایی خودسرانهٔ شاه، منهای میانجیگری سنتی صدراعظم، را تثبیت کرد.